# Góry Przewalskiego
Góry Przewalskiego (chiń. 阿尓格山, Ā’ěrgé Shān, ujg. Arka taĝ) – pasmo górskie w środkowej części Kunlunu, na terytorium Chińskiej Republiki Ludowej. Długość około 400 km. Zbudowane z gnejsów, granitów, łupków krystalicznych i skał osadowych. Najwyższy szczyt to Muztag Feng – 7723 m n.p.m. Pasmo zostało odkryte w 1884 roku przez rosyjskiego geografa i podróżnika Nikołaja Przewalskiego.